# Koekstad FM
Koekstad FM is een commerciële lokale radiozender voor de gemeente Deventer. De uitzendingen vinden plaats via FM, DAB+ en online. De zender valt onder een mediabedrijf dat ook het huis-aan-huisblad Het Deventer Nieuws uitgeeft. Eigenaar is Jeroen Schoppema, die tevens de dagelijkse ochtendshow presenteert.

## Programmering
Het station zendt voornamelijk lokaal nieuws en muziek uit. Dagelijks is tussen 6.00 en 9.00 uur de ochtendshow Schoppema Schopt Je Je Bed Uit te horen met daarin actualiteiten uit de regio. Tijdens kantooruren wordt er veel muziek uitgezonden, met elk half uur een nieuwsupdate. Vanaf het einde van de middag zijn er veelal gepresenteerde muziekprogramma's te horen, net als in het weekend. 
Er worden diverse programma's gemaakt die lokaal georiënteerd zijn. In Code Rood Geel wordt Go Ahead Eagles gevolgd. En in Koekje van Eigen Deeg wordt een podium geboden aan lokale muzikanten. Ook hebben de medewerkers diverse inzamelingsacties gedaan voor de lokale voedsel-, kleding- en speelgoedbank.
In het weekend worden 's avonds dance-programma's uitgezonden. Waaronder DAYS like NIGHTS met Eelke Kleijn, Sugar Radio met Robin Schulz en The X Vibe met Jesse Sprikkelman en Ron Selles.

## Presentatoren
- Jeroen Schoppema
- Patrick Grave
- Rob de Jong
- Albert Kaal
- Bert Bosman
- Eelco Versteeg
- Rob Kraak
- Emiel Schuurman
- Rob Achterkamp
- Bas Post
- Andre Bongers
- Marga Gildemeester
- Robert Stokkers
- Eloy Winkelman
- Max Bultman
- Jesse Sprikkelman
- Ron Selles
- Theo Dettingmeijer
- Barry van der Geer
- Eelke Kleijn
- Robin Schulz
- Taco Houkema